# 9632 Sudo
9632 Sudo eller 1993 TK3 är en asteroid i huvudbältet som upptäcktes den 15 oktober 1993 av de båda japanska astronomerna Kazuro Watanabe och Kin Endate vid Kitami-observatoriet. Den är uppkallad efter amatörastronomen Kenichi Sudo.
Asteroiden har en diameter på ungefär 7 kilometer.